# Entidad 3D
Entidad 3D es una herramienta de desarrollo rápido de aplicaciones, basada en un lenguaje de programación interpretado y un kit de desarrollo de software (SDK) para desarrollar videojuegos, creado por Jordi Pérez, y orientado a usuarios novatos o con pocas nociones de programación. El programa es gratuito.

## Historia
Pérez liberó la primera versión pública en marzo de 2004. Ese mismo año llegó hasta la versión 2.0 del software. Tras aparecer la versión 4.1 en 2008, el desarrollo del programa quedó estancado temporalmente. En 2013 su desarrollador volvió a actualizar y mantener el programa, llegando la versión 4.2 y siguientes.
Las diferentes versiones han mejorado ciertos aspectos de la anterior para hacer la interfaz más amigable, mejorar la calidad de los videojuegos desarrollados con este programa y agregar nuevas opciones.

## Características
El programa está diseñado para permitir a sus usuarios desarrollar fácilmente videojuegos sin tener que aprender un lenguaje de programación como C++ o Java. Entidad 3D emplea el motor gráfico Genesis3D. Contiene un lenguaje de programación de scripts muy simple, que permite a los usuarios personalizar aún más sus videojuegos y extender sus características. Los videojuegos pueden ser distribuidos bajo licencias no comerciales.
La interfaz principal para el desarrollo de videojuegos de Entidad 3D emplea el programa World Editor, que permite a los usuarios crear videojuegos 3D rápidamente. Entidad 3D viene con un conjunto de herramientas, que cubren cosas como edición de los personajes, objetos, etc.